# Pisaras
Pisaras är en ö i Mikronesiska federationen.   Den ligger i kommunen Piherarh Municipality och delstaten Chuuk, i den västra delen av landet, 900 km väster om huvudstaden Palikir. Arean är 0,80 kvadratkilometer.
Terrängen på Pisaras är mycket platt. Öns högsta punkt är 16 meter över havet. Den sträcker sig 0,7 kilometer i nord-sydlig riktning, och 1,1 kilometer i öst-västlig riktning.
Följande samhällen finns på Pisaras:
- Pisaras Village